# أمير سباهيتش
إمير سباهيتش (مواليد 18 أغسطس 1980 في دوبروفنيك - يوغوسلافيا) لاعب كرة قدم بوسني يلعب حاليا لصالح نادي الدرجة الأولى نادي باير ليفركوزن الألماني منذ 2013 في مركز الظهير الأيسر كما يجيد اللعب في مركز قلب الدفاع وسبق للبوسني أمير سباهينتش أن لعب في صفوف أندية لوكومتيف موسكو الروسي ومونبلييه الفرنسي وإشبيلية الأسباني ونادي انجي محج قلعةالروسي ويلعب حالياً في صفوف فريق باير ليفركوزن الألماني ويجيد اللعب في قلب الدفاع أو كمدافع أيسر ومحور ارتكاز.

## روابط خارجية
- أمير سباهيتش على موقع الاتحاد الدولي (مؤرشف)  (الإنجليزية)
- أمير سباهيتش على موقع الاتحاد الأوربي (الإنجليزية)
- أمير سباهيتش على موقع قاعدة بيانات كرة القدم.إي يو (الإنجليزية)
- أمير سباهيتش على موقع بيانات كرة القدم. دي إي (الألمانية)
- أمير سباهيتش على موقع ليكيب (الفرنسية)
- أمير سباهيتش على موقع ناشيونال فوتبول تيمز (الإنجليزية)
- أمير سباهيتش على موقع Soccerway.com (الإنجليزية)
- أمير سباهيتش على موقع عالم كرة القدم.نت (الإنجليزية)
- أمير سباهيتش على موقع AS.com (الإسبانية)